# Shinzou Orchestra
Albums de The Back Horn
Ningen Program
(2001) Ikiru Sainou
(2003)
Shinzou Orchestra (心臓オーケストラ) est le second album sous label Major du groupe de rock japonais The Back Horn.

## Historique
Cet album est sorti le 13 novembre 2002.

## Réception
L'album finit deux semaines dans le top 50 d'Oricon.

## Titres de l'album
1. WATABOUSHI (ワタボウシ) – 4:58
2. Game (ゲーム) – 3:56
3. Namida ga Koboretara (涙がこぼれたら) – 4:44
quatrième single.
4. Natsukusa no Yureru Oka (夏草の揺れる丘) – 4:54
5. Materia (マテリア) – 4:43
6. Dinner (ディナー) – 4:37
7. Yuugure (夕暮れ) – 5:15
8. Yasei no Taiyou (野生の太陽) – 4:42
9. Sekaiju no Shita de (世界樹の下で) – 5:04
troisième single.
10. Nukumori Uta (ぬくもり歌) – 5:22